# フルート協奏曲の一覧
フルート協奏曲の一覧。
フルート協奏曲を作曲家別に五十音順に並べた一覧。
現時点では、記事になっている曲、他言語版や知名度からして将来的に記事化される可能性が高い曲などをリストにしている。
| あ | い | う | え | お |
| か | き | く | け | こ |
| さ | し | す | せ | そ |
| た | ち | つ | て | と |
| な | に | ぬ | ね | の |

| は | ひ | ふ | へ   | ほ   |
| ま | み | む | め   | も   |
| や |    | ゆ |      | よ   |
| ら | り | る | れ   | ろ   |
| わ | を | ん | 関連 | 関連 |

## 曖昧さ回避
- フルート協奏曲第1番
- フルート協奏曲第2番

## あ行

### い
- フルート協奏曲 (イベール)

### う
- フルート協奏曲第1番 (ヴァインベルク)
- フルート協奏曲第2番 (ヴァインベルク)
- フルート協奏曲集 (ヴィヴァルディ)
- ごしきひわ (フルート協奏曲) （ヴィヴァルディ）
- 夜 (フルート協奏曲) （ヴィヴァルディ）

### お
- フルート協奏曲 (尾高尚忠)

## さ行

### し
- フルート小協奏曲 (シャミナード)
- フルート協奏曲 (シンプソン)

## た行

### と
- ハンガリー田園幻想曲 (ドップラー)
- フルート協奏曲第1番 (トマソン)
- フルート協奏曲第2番 (トマソン)

## な行

### に
- フルート協奏曲 (ニールセン)

## は行

### は
- ハリル (バーンスタイン)
- フルート協奏曲第2番 (バーディングス)
- ヴァイオリン協奏曲 (ハチャトゥリアン)

### ふ
- フルート協奏曲 (藤倉大)
- フルート協奏曲 (プルッキス)

## ま行

### も
- フルートと管弦楽のためのアンダンテ (モーツァルト)
- フルートとハープのための協奏曲 (モーツァルト)
- フルート協奏曲第1番 (モーツァルト)
- フルート協奏曲第2番 (モーツァルト)

## ら行

### ら
- フルート協奏曲 (ライネッケ)

### ろ
- パストラル協奏曲 (ロドリーゴ)